# Nexus Instituut
Het Nexus Instituut is een organisatie die het Europese cultuurgoed bestudeert in zijn kunstzinnige, levensbeschouwelijke en filosofische samenhang, om zo inzicht te bieden in eigentijdse vragen en vorm te geven aan het cultuurfilosofische debat.
Driemaal per jaar publiceert het instituut Nexus, een essayistisch tijdschrift in boekvorm. Daarnaast organiseert de organisatie jaarlijks een Nexus-lezing, een Nexus-conferentie, symposia en masterclasses. De sprekers zijn gerenommeerde filosofen, kunstenaars, wetenschappers en politici als Elisabeth Mann Borgese, Richard Holbrooke, Michael Ignatieff, Daniel Barenboim, George Steiner, Mario Vargas Llosa, John Maxwell Coetzee, Sonia Gandhi, Susan Sontag, Richard Rorty, Emmanuel Macron, Garry Kasparov, Anne Applebaum, Jeb Bush en Amos Oz.

## Geschiedenis
Het tijdschrift Nexus werd in 1991 opgericht door cultuurfilosoof Rob Riemen en in 1994 vloeide daaruit het Nexus Instituut voort. Het instituut begon als een onafhankelijke instelling gevestigd aan de Universiteit van Tilburg, waar in de aula de eerste lezingen werden gehouden en in het voorjaar van 1996 de eerste Nexus-conferentie met internationaal vermaarde sprekers als György Konrád, Avishai Margalit, Peter Sellars, Ian Buruma, Allan Janik en Eva Hoffman.
In 2004 kreeg Nexus in het kader van het Nederlands voorzitterschap van de EU de opdracht een reeks internationale conferenties te organiseren: de aftrap in de Ridderzaal, werkconferenties in Warschau, Berlijn en Washington, en een publieke slotbijeenkomst in Rotterdam. Sprekers waren onder meer Jacqueline de Romilly, Mario Vargas Llosa en toenmalig voorzitter van de Europese Commissie José Manuel Barroso.
In 2017 werd de Nexus-lezing voor het laatst in Tilburg georganiseerd. Per 2018 verhuist het instituut naar Amsterdam, waar het de Nexus-symposia en -conferenties al jaren organiseert.

## Activiteiten
Publieksactiviteiten waar de grote vragen centraal staan en de actualiteit geconfronteerd wordt met de Europees humanistische traditie.

### Nexus-conferentie
Deze conferentie is de grootste activiteit die Nexus jaarlijks organiseert. Na een openingslezing door een beroemde denker volgt een publieke discussie tussen kunstenaars, filosofen, politici en wetenschappers, waarin vragen over het leven en de maatschappij aan de orde komen. Hoe kunnen we de wereld veranderen? Wat zijn de consequenties van de triomf van wetenschap en techniek? Hoe beschaafd zijn wij eigenlijk? Wie is wel onderwezen?

### Nexus-symposium
Het symposium is een publiek gesprek in kleine kring over onderwerpen als de Holocaust en de macht van muziek, over nationalisme en fascisme, over de schoonheid van de kunsten, en vragen als wat betekent het Europeaan te zijn en wat is de rol van intellectuelen in de politiek? Zo kwam Patti Smith in 2018 spreken op een symposium rond opvoeding in een tegencultuur.

### Nexus-lezing
De lezing brent de visie van een prominent intellectueel op onze maatschappij, kunst en cultuur, op onze geschiedenis en toekomst. In september 1994 hield Edward Said de eerste Nexus-lezing. Sindsdien bood de lezingenreeks een podium aan o.a. George Steiner, Elisabeth Mann Borgese, Sonia Gandhi, Jürgen Habermas, Daniel Barenboim, Simon Schama, Garry Kasparov, Emmanuel Macron en Wynton Marsalis.

### Nexus-masterclass
Voor jongeren en studenten introduceert een internationaal spreker – Michael Sandel, Sherry Turkle, Sidney Blumenthal, Salam Fayyad – een urgent onderwerp, van onderwijs en social media tot genetische manipulatie en politiek. Daarna gaat hij of zij in discussie met de studenten in de zaal.

## Publicaties

### Tijdschrift Nexus
Het Nexus Instituut publiceert driemaal per jaar het tijdschrift in boekvorm Nexus, met zowel klassieke als hedendaagse essays. Sommige edities zijn een weerslag van de Nexus-activiteiten, waarbij de sprekers na afloop een essay aanleveren. Iedere editie heeft een centraal thema waarop verschillende experts uit diverse vakgebieden en werelddelen reflecteren.
De jubileumedities Nexus 65, ‘De universiteit van het leven’ en Nexus 70, ‘De terugkeer van Europa’ verschenen als hardcover uitgave.

### Nexus Bibliotheek
De gebonden, tweetalig uitgegeven deeltjes van de Nexus Bibliotheek bevatten overpeinzingen van spraakmakende denkers. In deze reeks verschenen onder meer Universitas? en De Idee Europa van George Steiner, Mijn tijd van Thomas Mann en Een politiek leven van Sonia Gandhi. Ook dichter Adam Zagajewski en dirigent Daniel Barenboim leverden een bijdrage aan de reeks.